# Bataille de Kyikyiwere
Guerre ashanti-assin
La bataille de Kyikyiwere est livrée en 1805 au Ghana pendant la guerre qui oppose les Ashanti aux Assin en 1805-1806. Les Ashanti infligent une défaite décisive à leurs adversaires dont les chefs Kwaku Aputae et Kwadwo Otibu sont contraints de fuir et de chercher refuge chez leurs alliés fantis.

## Sources
- (en) Daniel Miles McFarland, Historical dictionary of Ghana, Metuchen, N.J, Scarecrow Press, coll. « African historical dictionaries » (no 39), 1985, 296 p. (ISBN 978-0-810-81761-6)